# Carex marahuacana
Carex marahuacana är en halvgräsart som beskrevs av Anton Albert Reznicek. Carex marahuacana ingår i släktet starrar, och familjen halvgräs. Inga underarter finns listade i Catalogue of Life.